# Rudolf Thomas Siegfried

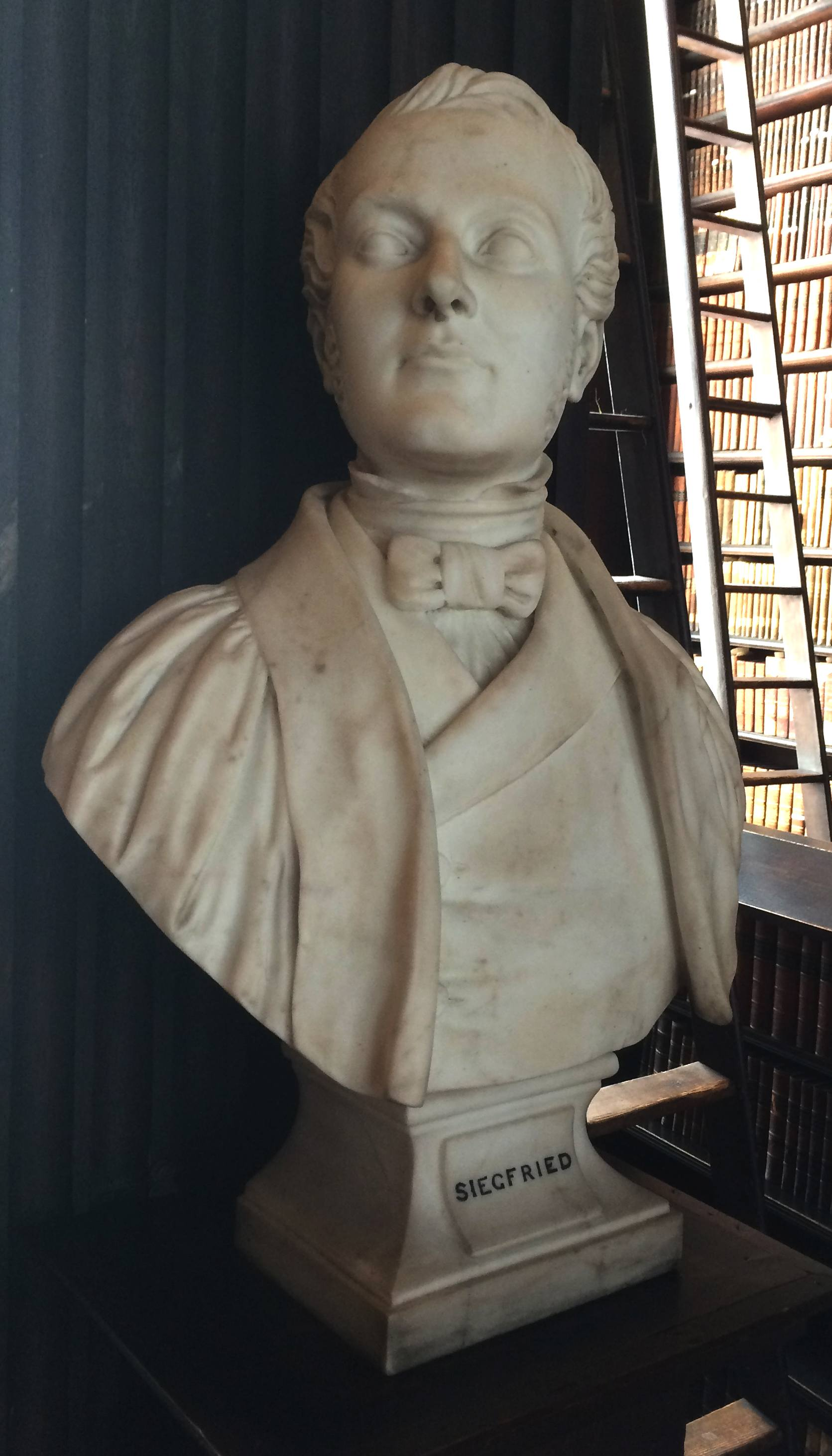
Büste in der Alten Bibliothek des Trinity College in Dublin

Rudolf Thomas Siegfried (* 1830 in Dessau; † 10. Januar 1863 in Dublin) war ein deutscher Sprachwissenschaftler und Sanskrit-Gelehrter.

## Leben
Siegfried wurde in Dessau geboren und studierte an den Universitäten von Tübingen und Berlin, dort unter anderem bei Franz Bopp, dem Begründer der historisch-vergleichenden indogermanischen Sprachwissenschaft. Später hielt er sich in England auf, um die Walisische Sprache zu studieren und lernte die Grammatica Celtica des deutschen Philologen Johann Kaspar Zeuß kennen. Der irische Historiker James Henthorn Todd (1805–1869) lud ihn 1854 nach Dublin ein, wo er am Trinity College arbeitete und später Professor für Sanskrit und vergleichende Sprachwissenschaften wurde.
Seine von Joseph Robinson Kirk geschaffene Büste steht im sogenannten Long Room der Alten Bibliothek des Trinity College in Dublin.

## Schriften
- mit Carl Friedrich Lottner: On the Gaulish Inscription of Poitiers. Containing a Charm Against the Demon Dontaurios. 1863.
- Miscellanea Celtica. Hrsg. Whitley Stokes. 1867.